# Fabio Raffaelli
Fabio Raffaelli (Roma, 8 marzo 1953 – Bologna, 9 settembre 2017) è stato un giornalista, scrittore e editore italiano.

## Biografia
Fabio Raffaelli prosegue una lunga tradizione familiare nel giornalismo: il nonno Arnaldo ha seguito i più importanti processi italiani del Dopoguerra e ha diretto la redazione romana del Corriere della Sera, il padre, Filippo, è inviato, la madre cronista giudiziaria (a lei
è dedicato il premio nazionale Ornella Geraldini – Donne per il giornalismo, medaglia d'argento della Presidenza della Repubblica). Il debutto nella
professione avviene a Parigi, come corrispondente del gruppo Rizzoli Editore.
Torna in Italia nel 1976 e, dopo varie esperienze, approda a Il Resto del Carlino di Bologna, dove resterà per oltre venti anni come caporedattore e responsabile delle cronache locali. Al lavoro di redazione alterna la scrittura: con il padre firmerà oltre trenta opere, in gran parte dedicate alla storia e alla cultura della regione di adozione, l'Emilia-Romagna. Alcuni titoli come I segreti di Bologna e Il Nettuno si racconta oltrepassano le centomila copie vendute.
Appassionato di musica dà vita, negli anni, al Festival Internazionale di Santo Stefano per la salvaguardia e il restauro della millenaria basilica bolognese, oltre ad incoraggiare la nascita del Festival Verdi di Parma. Alla fine degli Anni Novanta comincia a raccontare i grandi dell'imprenditoria italiana grazie alla serie (tradotta anche in inglese) dei Capitani Coraggiosi.
Nel 1999 viene chiamato a dirigere il gruppo televisivo Rete7 – E'tv. Al termine dell'esperienza, nel 2002, dà vita ad una spedizione giornalistica, seguita anche dalla CNN: da Bologna a Miami, in fuoristrada, attraversando 24 Paesi per oltre 60.000 chilometri, realizzando reportages per quotidiani ed emittenti televisive.
Negli ultimi anni, oltre a dedicarsi alla riscoperta del territorio con la collana editoriale Decor (Castelli, dimore storiche e rocche dell'Emilia Romagna e, nel 2014, Le Case degli Artisti in Emilia – Romagna), ha ideato ‘Capitani dell'Anno', riconoscimento nazionale che premia imprese storiche e startup italiane.
Dal 2011 è Cavaliere al merito della Repubblica Italiana

## Opere
- Bologna - Miami, istruzioni per l'uso, 2003, Re Enzo Editrice.
- Capitani Coraggiosi, 2009, L'Artiere Edizioni Italia.
- Capitani Coraggiosi II, 2010, Editrice Moderna.
- Capitane Coraggiose, impresa al femminile, 2011, Editutto.
- Capitani Coraggiosi III, 2012, Editutto.

### Opere con Filippo Raffaelli
- Passeggiate in Toscana e Umbria, 1984, Newton Compton editori.
- Passeggiate bolognesi, 1985, Newton Compton editori.
- Il Nettuno si racconta, 1989, Grafica editoriale.
- Monaco 50 Grand Prix, 1992, Arnaldo Forni editore.
- Terra di piloti e di motori, 1995, Artioli editore.
- Magia di Imola, 1996, Inedita.
- Hollywood di casa nostra, 1996, Franco Panini editore.
- Grandi teatri, grandi voci, 1996, Artioli editore.

### Opere con Daniela Piccinini
- Castelli, dimore storiche e rocche dell'Emilia Romagna, 2011, Perdisa Editore.
- Le Case degli Artisti in Emilia – Romagna, 2014, Pendragon Bologna.